# Barb Wire (film)
Barb Wire is een Amerikaanse superheldenfim uit 1996 met in de hoofdrol Pamela Anderson. De film is gebaseerd op de Dark Horse Comics-serie Barb Wire. 

## Plot
De sexy premiejaagster Barb Wire, die een ruige nachtclub runt in het dystopische Steel Harbor van 2017, komt weer in contact met haar ex Axel Hood die getrouwd is met vluchteling Dr. Corrina Devonshire. Ze zijn op de vlucht voor een corrupte politie eenheid die op zoek zijn naar Dr. Devonshire.

## Ontvangst
De recensies voor de film waren heel erg slecht en de film wist slechts 3 miljoen dollar van zijn budget van 9 miljoen dollar terug te krijgen.
De film was genomineerd voor zeven Razzies en won de prijs voor slechtste nieuwe ster (Anderson).

## Rolverdeling
| Acteur            | Personage                           |
| ----------------- | ----------------------------------- |
| Pamela Anderson   | Barbara "Barb Wire" Kopetski        |
| Temuera Morrison  | Axel Hood                           |
| Victoria Rowell   | Dr. Corrina "Cora D" Devonshire     |
| Steve Railsback   | Kolonel Pryzer                      |
| Jack Noseworthy   | Charlie Kopetski                    |
| Xander Berkeley   | Politiecommissaris Alexander Willis |
| Udo Kier          | Curly                               |
| Clint Howard      | Schmitz                             |
| Loren Rubin       | Krebs                               |
| Jennifer Banko    | Spike                               |
| Andre Rosey Brown | Big Fatso                           |
| Teo               | DJ Hammerhead club                  |
| Shelly Desai      | Sharif                              |
| Mary Anna Reyes   | Gemartelde jonge vrouw              |